# Могильник Мамай-Гора
Мамай-Гора — найбільший мультикомплексний могильник Північного Причорномор'я. Розташований на височині Мамай-гора недалеко від с. Велика Знам'янка Кам'янсько-Дніпровського району Запорізької області, на лівому березі Каховського водосховища.

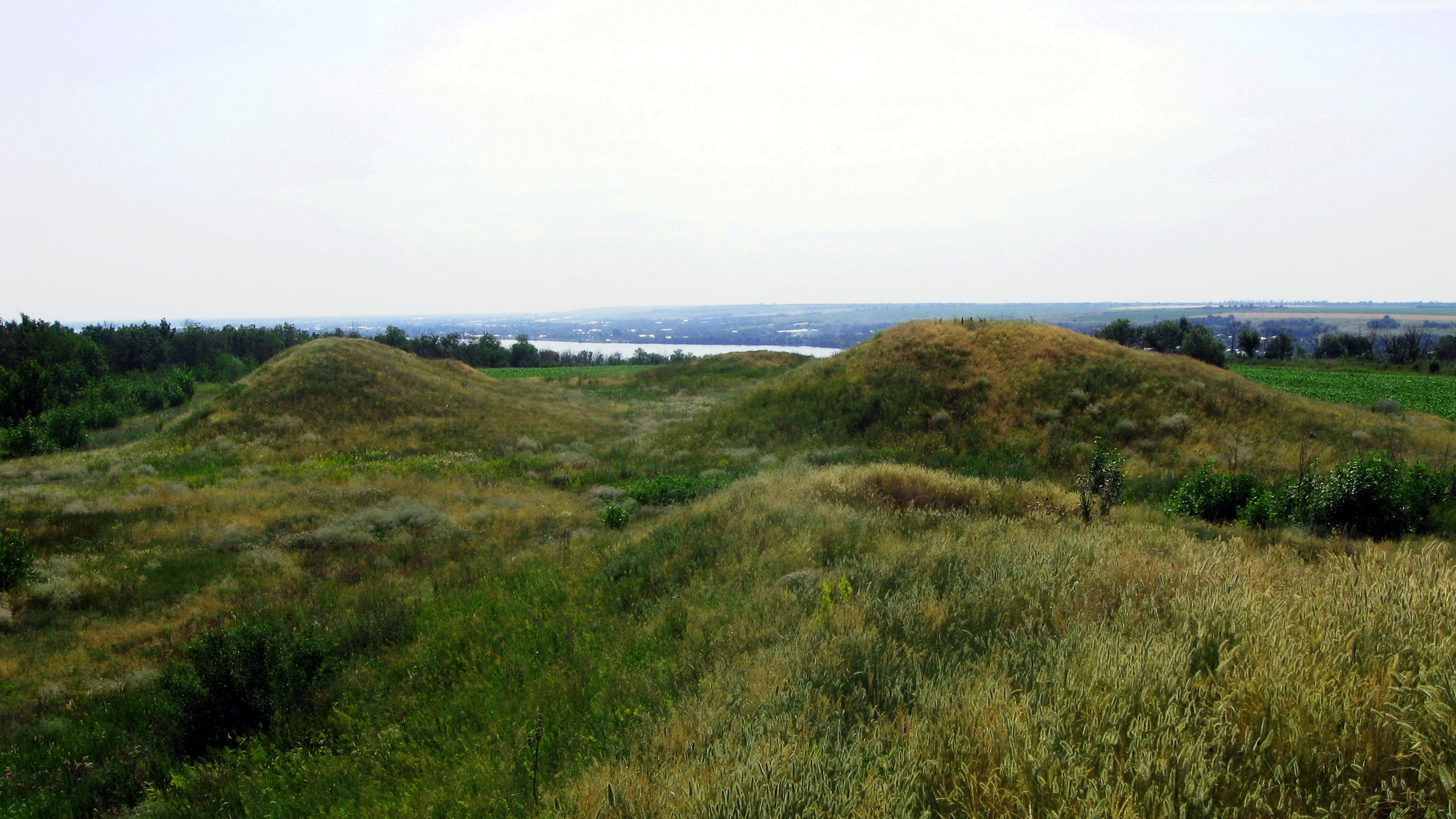
Мамай-гора. Скіфський могильник

## Історія вивчення
Вперше план могильника складений експедицією Б. М. Гракова в 1946—1947гг., пізніше він був уточнений топографічною зйомкою співробітників ІА НАНУ в 1976 р. В 1988 р. до дослідження розпочала археологічна експедиція ЗНУ на чолі з Г. Н. Тощевим та С. І. Андрух. В перші роки розкопок вивчалися невеликі рельєфні насипи. На початку 90-х рр. зроблена аерофотозйомка і додаткове топографічне обстеження. Підсумком стала фіксація сотень як окремих «плям», так і тих що злилися між собою, а також встановлення приблизних меж могильника, площа якого орієнтовно досягає 30 га. Можливо, площа пам'ятника була значно більшою і істотно зменшилася у зв'язку з катастрофічним обваленням більше 300 м берегової лінії після створення Каховського моря. Підтвердження тому — знахідки зруйнованих поховань безпосередньо у воді. З середини 90-х рр. по теперішній час роботи ведуться вручну. В цілому досліджено близько 8 га. Всього виявлено більше 600 похоронних комплексів, сконцентрованих в курганах і ґрунтових могильниках, або окремі поховання.

## Культури

### Неоліт-енеоліт
Всього виявлено 26 поховань епохи неоліту, і, 4 — енеоліту. Інвентар представлений прикрасами із зубів благородного оленя і глиняними горщиками. Інгумація здійснена як в ґрунтових, так і в курганних могильниках.

### Епоха бронзи
Звичай зведення курганів набуває широкого поширення в подальший час — епоху бронзи. В досліджуваних на Мамай-Горі насипах виявлені поховання усіх відомих для цього часу культур — ямної, катакомбної, багатопружкової та зрубної. Для кожної з них характерні свої похоронні конструкції, обряд поховання, виробу з глини, бронзи, каменю і кременя. У похованнях широко застосовувалося дерево — дуб, ясен. Поряд з одним з курганів виявлено сховище — яма з рудою, із якої випалювали фарбу, і пишно орнаментовану посудину катакомбної культури.

#### Ямна культура
Ямна культура представлена 14 похованими як в курганному так і грантовому могильниках. Інвентар — розписні горщики.

#### Катакомбна культура
Основні поховання катакомбної культури відмічені в ґрунтовому могильнику, декілька — впущені в кургани епохи енеоліту. Всього — 33 поховання. Інвентар незначний, представлений розписними глиняними горщиками, культовими сокирами.

#### Культура багатопружкової кераміки
Впускні поховання бабинської (КБК) культури одиничні. Всього — 9.

#### Білозерська культура
Ґрунтовий могильник білозерського часу містить 5 поховань.

#### Новочеркаський етап Кімерійської культури
Межа епохи бронзи — ранньої залізної доби на цьому пам'ятнику фіксується двома похованнями новочеркаської доби кімерійської культури.

### Скіфи
Найдавніші скіфські поховання датується кінцем VII—VI ст. до н. е. Інші комплекси припадають на період V—IV ст. до н. е. Загальна кількість поховань цього часу досягає 370. В багатьох із них, за напрацюваннями Е.Фіалко, поховані амазонки.
До цього ж часу відноситься і велика кількість культових ям (уламки амфор, ліпної кераміки, кістки тварин), що розташовувалися на периферії скіфського могильника.
Інвентар різноманітний. Це посуд, як місцевого виробництва, так і завезений з грецьких центрів.
Зброя представлена мечами різних розмірів, дротиками, наконечниками списів і стріл. Серед прикрас — браслети, гривні, підвіски, сережки, кільця, нашивні бляшки, намисто.

### Сармати
Одне сарматське поховання впущене в курган скіфського часу.

### Половці
Розкрито 2 половецьких ґрунтових могильника, інші впущені в більш ранні насипи, або утворюють самостійні комплекси. Виявлено 25 поховань. Інвентар різноманітний і представлений прикрасами, предметами побуту та зброєю.

### Золота Орда
Ґрунтовий могильник 1-ї пол. XIV ст. Досліджено 19 кочівницьких поховань і культова яма золотоординського періоду. Серед інвентарю чоловічих поховань — предмети озброєння деталі кінської збруї, поясні пряжки, сережки, шило, намисто, залишки головних уборів. Серед жіночих — прикраси, предмети господарчо-побутового призначення, залишки головних уборів. У складі дитячих поховань намисто.
Курганний могильник середини — другої половини XIV ст. Виявлено 23 поховання. Основні відмічені в 5 насипах, інші є спущеними в кургани скіфського часу.
Також, в 700 м на схід від могильника Мамай-Гора досліджений ґрунтовий могильник Мамай-Сурка кінця XIII — початку XV ст., де було досліджено 1162 поховань.
Новий сплеск активного використання місцевості як кладовища відноситься до XV ст. На 2015 р. розкриті 126 поховань цього часу, що утворюють ґрунтовий могильник.

## Загроза зникнення
До моменту планомірних, рятувальних робіт, територія могильника скоротилася на 300—400 м.